# Simon van Driel
Simon Jan van Driel (Rotterdam, 28 april 1947) is een Nederlands politicus. Vanaf 2003 tot 2011 was hij namens de Partij van de Arbeid lid van de Eerste Kamer der Staten-Generaal.
Simon van Driel studeerde sociologie aan de Rijksuniversiteit Utrecht. Hij was directeur van de Sociale Dienst en algemeen directeur Stadsbeheer in Den Haag. Hij is momenteel voorzitter van de directie van het bedrijf Loyalis.
Voor de PvdA was Van Driel afdelingsvoorzitter en gewestelijk voorzitter van respectievelijk Voorburg en Zuid-Holland. Van 1980 tot 1990 was hij lid van de partijraad. In 2002 maakte hij deel uit van een interne partijcommissie onder leiding van oud-minister Margreeth de Boer, die onderzoek deed naar de nederlaag van de PvdA bij de Tweede Kamerverkiezingen 2002.
Bij de Eerste Kamerverkiezingen 2003 werd Van Driel gekozen in de senaat. Hij was woordvoerder Financiën en Sociale Zaken en Werkgelegenheid.
- Parlement.com: vge7dtpfhjyd